# Jean-François Géorgel
Pour les articles homonymes, voir Georgel.
Jean-François Géorgel, né à Bruyères en France le 29 janvier 1731 et mort dans la même ville le 14 novembre 1813 est un ecclésiastique français, abbé et membre de l'ordre des Jésuites.

## Biographie
Il est connu en particulier pour les six volumes de ses mémoires de la Révolution française intitulées Mémoires pour servir à l'histoire des événements de la fin du dix-huitième siècle. Il a aussi écrit un Voyage de St Pétersbourg en 1800. Les deux ouvrages ont été publiés par son neveu en 1818.

## Publications
- Réponse à un écrit anonyme, intitulé : Mémoire sur les rangs et les honneurs de la cour, Paris, Le Breton & Veuve Duchesne, 1771 (in-octavo). Ouvrage lors de la polémique touchant la prétention des Rohan au titre de Prince. Géorgel, coadjuteur du cardinal de Rohan, Louis René Édouard de Rohan, défendit bien entendu le titre de prince.
- Mémoires pour servir à l’histoire des événemens [sic] de la fin du dix-huitième siècle, Paris, Librairies Alexis Eymery et Delaunay, 1817-1818, 6 vol. (lire en ligne)
- Voyage à Saint-Pétersbourg en 1799-1800, publié par M. Georgel, neveu de l'auteur, Paris : A. Eymery, 1818 (in-octavo, 487 p.).